# Cumucchi

Bandiera del popolo cumucco

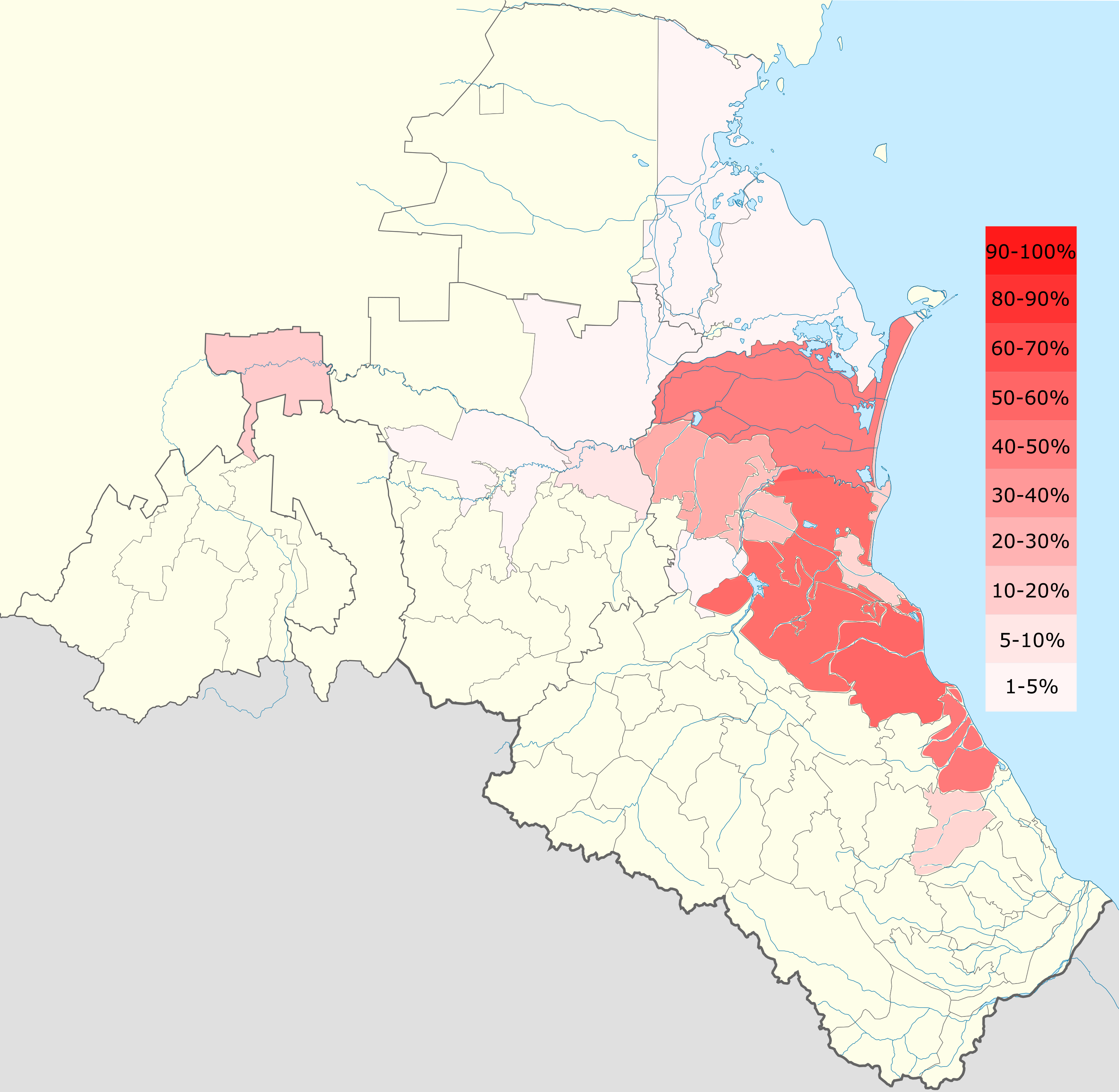
Diffusione del popolo Cumucco

I Cumucchi (detti anche kumyki; in cumucco къумукълар, qumuqlar) sono un popolo turco che vive nella zona dell'altopiano del Kumyk, nel nord del Daghestan e a sud del fiume Terek, oltre che sulle coste del mar Caspio. Rappresentano il 12% della popolazione totale della repubblica del Daghestan. 
Parlano la lingua cumucca. Sono in gran parte fedeli all'islam, ma a queste fede associano diversi rituali che risalgono ad epoche precedenti alla diffusione islamica nella regione.
Si suppone che Claudio Tolomeo sia entrato in contatto con questa gente e li abbia denominati "Kami" o "Kamak". Alcuni esploratori hanno poi visto nei Cumucchi gli antenati dei Cazari. Secondo A. Vambry, i Cumucchi si stanziarono nell'area dell'odierna repubblica del Daghestan nel periodo del regno dei Cazari, durante l'VIII secolo. Sembra certo che gruppi di Cabardi si siano stanziati in quest'area nei secoli seguenti.
Durante il XVI, XVII e XVIII secolo i Cumucchi ebbero un regno indipendente, con capitale in Tarki, governati da un re denominato Shamkhal.
I Russi costruirono avamposti nel loro territorio nel 1559 e sotto Pietro I. Essendo molto più civilizzati rispetto agli altri popoli caucasici, i Cumucchi sono stati un gruppo molto rispettato dalle altre etnie e dai vari occupanti. In anni recenti, i nazionalisti cumucchi, come Salau Aliev, hanno fatto propaganda in favore dell'autonomia cumucca e della loro relativa preminenza entro i confini del Daghestan, citando la storia cazara come fonte ispiratrice di tali affermazioni.